# Скутер Браун
Скот Самјуел Браун (енгл. Scott Samuel Braun; Њујорк, 18. јун 1981) амерички је предузетник, инвеститор и менаџер за таленте. Познат је као менџар певача као што су Аријана Гранде, Џастин Бибер, Џеј Балвин, Деми Ловато и други.

## Детињство
Рођен је 18. јуна 1981. године у конзервативној јудаистичкој породици. Син је Ервина и Сузан Браун. Родитељу су му живели у Народној Републици Мађарској све до 1956. године, када су се преселили у Сједињене Америчке Државе. Отац му је одрастао у Квинсу и постао стоматолог и кошаркашки тренер у средњој школи, а мајка ортодонт. Након што су се венчали, живели су у Кос Кабу. Похађао је Универзитет Емори у Атланти, где је играо кошарку до своје друге године. Због посла је напустио студије.

## Филмографија
| Улоге Скутера Брауна |                                   |               |       |                   |
| Година               | Српски назив                      | Изворни назив | Улога | Напомена          |
| 2011.                | Џастин Бибер: Никад не реци никад |               | —     | продуцент         |
| 2014—2018.           | Шкорпија                          |               | —     | извршни продуцент |
| 2015.                | Џем и Холограми                   |               | —     | музички продуцент |